# Франклин (округ, Пенсильвания)
Округ Франклин (англ. Franklin County) располагается в США, штате Пенсильвания. Официально образован 9 сентября 1784 года. По состоянию на 2010 год, численность населения составляла 149 618 человек. Получил своё название в честь американского политического деятеля Бенджамина Франклина.

## География
По данным Бюро переписи США, общая площадь округа равняется 2002 км², из которых 1999 км² суша и 2 км² или 0,08 % это водоемы.

## Население
По данным переписи населения 2000 года в округе проживает 129 313 жителей в составе 50 633 домашних хозяйств и 36 405 семей. Плотность населения составляет 65,000 человек на км2. На территории округа насчитывается 53 803 жилых строений, при плотности застройки 27 строений на км2. Расовый состав населения: белые — 95,33 %, афроамериканцы — 2,33 %, коренные американцы (индейцы) — 0,15 %, азиаты — 0,55 %, гавайцы — 0,03 %, представители других рас — 0,74 %, представители двух или более рас — 0,86 %. Испаноязычные составляли 1,75 % населения независимо от расы.
В составе 30,80 % из общего числа домашних хозяйств проживают дети в возрасте до 18 лет, 60,00 % домашних хозяйств представляют собой супружеские пары проживающие вместе, 8,20 % домашних хозяйств представляют собой одиноких женщин без супруга, 28,10 % домашних хозяйств не имеют отношения к семьям, 23,70 % домашних хозяйств состоят из одного человека, 10,70 % домашних хозяйств состоят из престарелых (65 лет и старше), проживающих в одиночестве. Средний размер домашнего хозяйства составляет 2,49 человека, и средний размер семьи 2,94 человека.
Возрастной состав округа: 24,00 % моложе 18 лет, 7,90 % от 18 до 24, 28,20 % от 25 до 44, 23,70 % от 45 до 64 и 23,70 % от 65 и старше. Средний возраст жителя округа 38 лет. На каждые 100 женщин приходится 94,80 мужчин. На каждые 100 женщин старше 18 лет приходится 91,90 мужчин.